# پرواز (افغانستان)
پرواز (به لاتین: Parvaz) یک منطقهٔ مسکونی در افغانستان است که در ولایت بلخ واقع شده‌است.